# Alopecosa nagpag
Alopecosa nagpag là một loài nhện trong họ Lycosidae.
Loài này thuộc chi Alopecosa. Alopecosa nagpag được Jun Chen, Da-xiang Song & Joo-Pil Kim miêu tả năm 2001.